# Juan Somavía

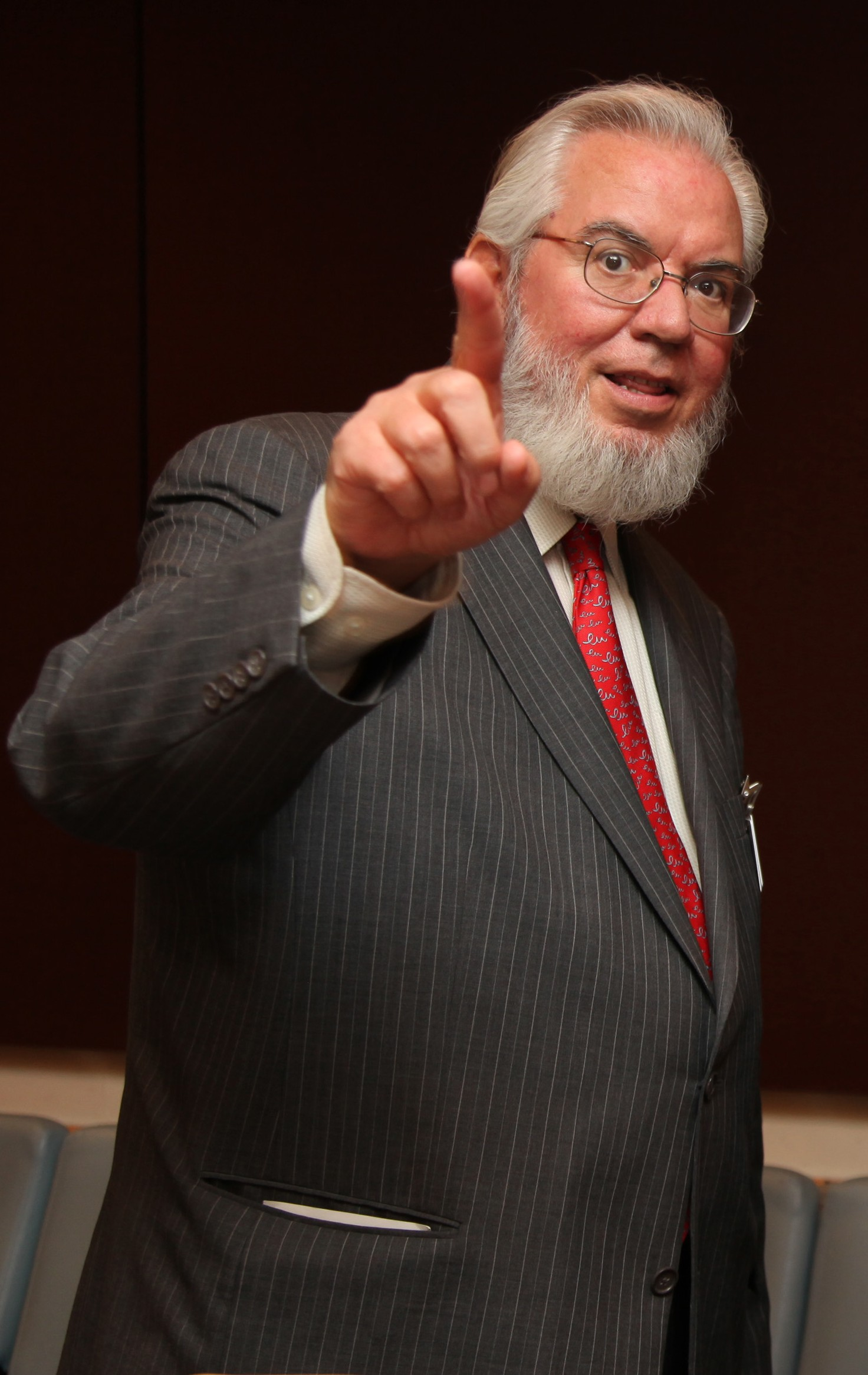
Juan Somavía

Juan Somavía (nascido em 21 de abril de 1941 no Chile) é um advogado e diplomata chileno eleito em 1999 como Diretor-Geral da Organização Internacional do Trabalho (OIT).

## Biografia
Somavía formou-se bacharel em Direito pela Universidade Católica do Chile. Desde então, desempenhou os seguintes cargos e funções:
- Embaixador e Assessor para Assuntos Econômicos e Sociais do Ministro das Relações Exteriores do Chile, encarregado de temas multilaterais, inclusive a OIT (1968-1970)
- Embaixador do Chile no Pacto Andino, no qual foi membro e Presidente da Junta Executiva (1970-1973)
- Secretário-Executivo da Associação Latino-Americana de Livre-Comércio no Chile;
- membro da Comissão MacBride (1978-1980)
- Presidente da Terceira Comissão da Assembléia Geral das Nações Unidas, de Assuntos Sociais, Humanitários e Culturais (1990-1991)
- Presidente do Comitê Social do Conselho Econômico e Social das Nações Unidas (1991-1992)
- Presidente do Comitê Preparatório da Cúpula Mundial sobre Desenvolvimento Social de Copenhague (1993-95)
- Representante do Chile no Conselho de Segurança da ONU (1996-1997), do qual foi presidente entre abril de 1996 e outubro de 1997
- Representante Permanente do Chile na ONU (1994-1999), Presidente do Conselho Econômico e Social das Nações Unidas (1993-1994 e 1998-1999)

Somavía também foi Presidente da Comissão Internacional da Concertación de Partidos por la Democracia (coalizão de centro-esquerda chilena) como representante do Partido Democrata Cristão, e fundador e Secretário-Geral da Comissão Sul-Americana para a Paz entre 1986 e 1990.
Entre 1978 e 1980, representou a América Latina junto com Gabriel García Márquez na Comissão que elaborou o Relatório MacBride para a Comunicação Internacional.
Em 1999, foi eleito nono Diretor-Geral da OIT, na primeira vez em que foi escolhido um representante de um país em desenvolvimento.